# Mikhaïl Razvojaïev
Mikhaïl Vladimirovitch Razvojaïev (en russe : Михаил Владимирович Развожаев), né le 30 décembre 1980 à Krasnoïarsk, alors en URSS) est un homme politique russe, gouverneur (ru) de Sébastopol.

## Biographie
Le 11 juillet 2019, il est nommé gouverneur (ru)  de la ville fédérale de Sébastopol, il remplace le gouverneur Dmitri Ovsyannikov. Il est diplômé de l'Académie russe de l'économie nationale.

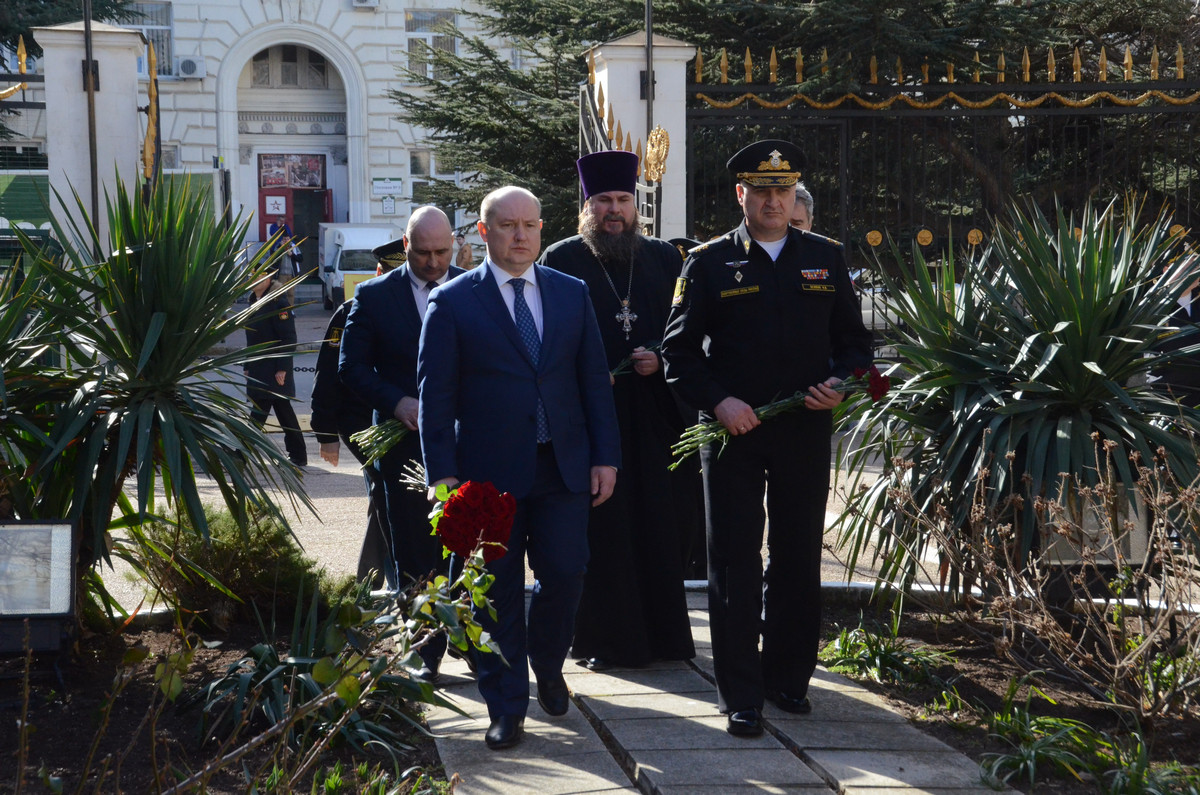
M. Razvojaïev au Q.G. de la Flotte de la mer Noire le 25 février 2020 avec Igor Ossipov.